# Dyskografia (G)I-dle
Dyskografia (G)I-dle – południowokoreańskiej grupy – obejmuje dwa albumy studyjne, dziesięć minialbumów, jeden single albumy, jedną kompilację oraz cztery albumy koncertowe.

## Albumy

### Albumy studyjne
| Rok  | Dane dot. albumu                                                                                          | Najwyższa pozycja | Najwyższa pozycja | Najwyższa pozycja | Najwyższa pozycja | Najwyższa pozycja | Sprzedaż                         |
| Rok  | Dane dot. albumu                                                                                          | KOR (Circle)      | JPN (Oricon)      | GER               | US                | US World Albums   | Sprzedaż                         |
| ---- | --- | ----------------- | ----------------- | ----------------- | ----------------- | ----------------- | -------------------------------- |
| 2022 | I Never Die - Wydany: 14 marca 2022 - Wytwórnia: Cube Entertainment, Kakao - Format: CD, digital download | 2                 | 68                | 83                | –                 | 13                | - KOR: 274 958+                  |
| 2024 | 2 - Wydany: 29 stycznia 2024 - Wytwórnia: Cube Entertainment, Kakao - Format: CD, digital download        | 1                 | 19                | –                 | 132               | 3                 | - KOR: 1 594 323+ - JPN: 10 429+ |

### Minialbumy
| Rok        | Dane dot. albumu                                                                                           | Najwyższa pozycja | Najwyższa pozycja | Najwyższa pozycja | Najwyższa pozycja | Najwyższa pozycja | Najwyższa pozycja | Sprzedaż                                     |
| Rok        | Dane dot. albumu                                                                                           | KOR (Circle)      | JPN (Oricon)      | JPN Hot           | POL               | US                | US World Albums   | Sprzedaż                                     |
| Koreańskie | Koreańskie                                                                                                 | Koreańskie        | Koreańskie        | Koreańskie        | Koreańskie        | Koreańskie        | Koreańskie        | Koreańskie                                   |
| ---------- | --- | ----------------- | ----------------- | ----------------- | ----------------- | ----------------- | ----------------- | -------------------------------------------- |
| 2018       | I Am - Wydany: 2 maja 2018 - Wytwórnia: Cube Entertainment - Format: CD, digital download                  | 6                 | –                 | –                 | –                 | –                 | 5                 | - KOR: 51 831+                               |
| 2019       | I Made - Wydany: 26 lutego 2019 - Wytwórnia: Cube Entertainment - Format: CD, digital download             | 2                 | –                 | –                 | –                 | –                 | 5                 | - KOR: 51 041+                               |
| 2020       | I Trust - Wydany: 6 kwietnia 2020 - Wytwórnia: Cube Entertainment, Republic - Format: CD, digital download | 1                 | 48                | –                 | 30                | –                 | 4                 | - KOR: 154 499+ - JPN: 1380+                 |
| 2021       | I Burn - Wydany: 11 stycznia 2021 - Wytwórnia: Cube Entertainment, Republic - Format: CD, digital download | 3                 | 35                | –                 | –                 | –                 | 10                | - KOR: 219 409+                              |
| 2022       | I Love - Wydany: 17 października 2022 - Wytwórnia: Cube Entertainment - Format: CD, digital download       | 1                 | 20                | 85                | –                 | 71                | 4                 | - KOR: 824 113+ - JPN: 5463+ - US: 12 000+   |
| 2023       | I Feel - Wydany: 15 maja 2023 - Wytwórnia: Cube Entertainment - Format: CD, digital download               | 1                 | 32                | 34                | –                 | 41                | 1                 | - KOR: 1 435 403+ - JPN: 5427+ - US: 18 000+ |
| 2024       | I Sway - Wydany: 8 lipca 2024 - Wytwórnia: Cube Entertainment - Format: CD, digital download               | 2                 | 19                | 40                | –                 | –                 | 6                 | - KOR: 986 061+ - JPN: 3962+                 |
| Japońskie  | |                   |                   |                   |                   |                   |                   |                                              |
| 2019       | Latata - Wydany: 29 lipca 2019 - Wytwórnia: Universal Music Japan - Format: CD, digital download           | –                 | 5                 | 15                | –                 | –                 | –                 | - JPN: 8229+                                 |
| 2020       | Oh My God - Wydany: 26 sierpnia 2020 - Wytwórnia: Universal Music Japan - Format: CD, digital download     | –                 | 23                | 25                | –                 | –                 | –                 | - JPN: 4229+                                 |
| Angielskie | |                   |                   |                   |                   |                   |                   |                                              |
| 2023       | Heat - Wydany: 7 września 2023 - Wytwórnia: 88rising, Cube Entertainment - Format: CD, digital download    | 2                 | 46                | 60                | –                 | 25                | –                 | - KOR: 144 899                               |

### Single

#### Single album
| Rok  | Dane dot. albumu                                                                                               | Najwyższa pozycja | Sprzedaż        |
| Rok  | Dane dot. albumu                                                                                               | KOR (Circle)      | Sprzedaż        |
| ---- | --- | ----------------- | --------------- |
| 2020 | Dumdi Dumdi - Wydany: 3 sierpnia 2020 - Wytwórnia: Cube Entertainment, Republic - Format: CD, digital download | 2                 | - KOR: 125 801+ |

#### Single cyfrowe
| Rok                                                       | Tytuł           | Najwyższa pozycja | Najwyższa pozycja | Najwyższa pozycja | Najwyższa pozycja | Najwyższa pozycja | Najwyższa pozycja | Najwyższa pozycja | Najwyższa pozycja | Album       |
| Rok                                                       | Tytuł           | KOR               | KOR               | JAP Hot           | NZ Hot            | SGP               | VIE               | US World          | WW                | Album       |
| Rok                                                       | Tytuł           | Circle            | Songs             | JAP Hot           | NZ Hot            | SGP               | VIE               | US World          | WW                | Album       |
| Koreańskie                                                | Koreańskie      | Koreańskie        | Koreańskie        | Koreańskie        | Koreańskie        | Koreańskie        | Koreańskie        | Koreańskie        | Koreańskie        | Koreańskie  |
| --------------------------------------------------------- | --------------- | ----------------- | ----------------- | ----------------- | ----------------- | ----------------- | ----------------- | ----------------- | ----------------- | ----------- |
| 2018                                                      | „Latata”        | 12                | 12                | –                 | –                 | –                 | –                 | 4                 | –                 | I Am        |
| 2018                                                      | „Hann (Alone)”  | 8                 | 10                | –                 | 39                | 24                | –                 | 2                 | –                 | –           |
| 2019                                                      | „Senorita”      | 19                | 10                | –                 | –                 | 20                | –                 | 7                 | –                 | I Made      |
| 2019                                                      | „Uh-Oh”         | 31                | 23                | –                 | –                 | 23                | –                 | 7                 | –                 | –           |
| 2019                                                      | „Lion”          | 19                | 5                 | –                 | –                 | 20                | –                 | 5                 | –                 | I Trust     |
| 2020                                                      | „Oh My God”     | 15                | 10                | –                 | –                 | 21                | –                 | 3                 | –                 | I Trust     |
| 2020                                                      | „I'm the Trend” | 96                | 58                | –                 | –                 | –                 | –                 | –                 | –                 | Dumdi Dumdi |
| 2020                                                      | „Dumdi Dumdi”   | 8                 | 6                 | –                 | –                 | 29                | –                 | 13                | –                 | Dumdi Dumdi |
| 2021                                                      | „Hwaa”          | 4                 | 5                 | –                 | –                 | 19                | –                 | 6                 | –                 | I Burn      |
| 2022                                                      | „Tomboy”        | 1                 | 1                 | –                 | –                 | 4                 | 12                | 12                | 58                | I Never Die |
| 2022                                                      | „Nxde”          | 1                 | 1                 | 95                | 18                | 16                | 29                | 13                | 50                | I Love      |
| 2023                                                      | „Queencard”     | 1                 | 1                 | 47                | 13                | 3                 | 31                | 9                 | 21                | I Feel      |
| 2024                                                      | „Wife”          | 11                | 6                 | –                 | –                 | –                 | –                 | –                 | –                 | 2           |
| 2024                                                      | „Super Lady”    | 10                | 9                 | 49                | –                 | 23                | –                 | –                 | 114               | 2           |
| 2024                                                      | „Klaxon”        | 3                 | 6                 | –                 | –                 | –                 | –                 | –                 | –                 | I Sway      |
| Angielskie                                                |                 |                   |                   |                   |                   |                   |                   |                   |                   |             |
| 2023                                                      | „I Do”          | –                 | –                 | –                 | 39                | –                 | –                 | –                 | –                 | Heat        |
| 2023                                                      | „I Want That”   | 195               | –                 | –                 | 28                | –                 | –                 | –                 | –                 | Heat        |
| „–” oznacza, że singiel nie był notowany na danej liście. |                 |                   |                   |                   |                   |                   |                   |                   |                   |             |

#### Single promocyjne
| Rok                                                       | Tytuł             | Najwyższa pozycja | Najwyższa pozycja | Najwyższa pozycja | Najwyższa pozycja | Album                                     |
| Rok                                                       | Tytuł             | KOR               | KOR               | SGP               | US World          | Album                                     |
| Rok                                                       | Tytuł             | Circle            | Songs             | SGP               | US World          | Album                                     |
| Koreańskie                                                | Koreańskie        | Koreańskie        | Koreańskie        | Koreańskie        | Koreańskie        | Koreańskie                                |
| --------------------------------------------------------- | ----------------- | ----------------- | ----------------- | ----------------- | ----------------- | ----------------------------------------- |
| 2019                                                      | „Blow Your Mind”  | –                 | –                 | –                 | –                 | I Made                                    |
| 2019                                                      | „Put It Straight” | 199               | 100               | –                 | –                 | Queendom Box of Pandora Pt. 1 i I Made    |
| 2019                                                      | „Lion”            | 19                | 5                 | 20                | 5                 | Queendom Final Comeback Singles i I Trust |
| 2020                                                      | „I'm the Trend”   | 96                | 58                | –                 | –                 | Dumdi Dumdi                               |
| 2021                                                      | „Last Dance”      | 142               | –                 | –                 | 16                | –                                         |
| „–” oznacza, że singiel nie był notowany na danej liście. |                   |                   |                   |                   |                   |                                           |

## Pozostałe notowane utwory
| Rok                                                       | Tytuł                    | Najwyższa pozycja | Najwyższa pozycja | Najwyższa pozycja | Album       |
| Rok                                                       | Tytuł                    | KOR               | KOR               | WW                | Album       |
| Rok                                                       | Tytuł                    | Circle            | Songs             | WW                | Album       |
| --------------------------------------------------------- | ------------------------ | ----------------- | ----------------- | ----------------- | ----------- |
| 2021                                                      | „Hann (Alone in Winter)” | 106               | 100               | –                 | I Burn      |
| 2021                                                      | „Moon”                   | 102               | 72                | –                 | I Burn      |
| 2021                                                      | „Dahlia”                 | 114               | –                 | –                 | I Burn      |
| 2021                                                      | „Lost”                   | 123               | –                 | –                 | I Burn      |
| 2021                                                      | „Where Is Love”          | 127               | –                 | –                 | I Burn      |
| 2022                                                      | „Never Stop Me”          | 119               | 79                | –                 | I Never Die |
| 2022                                                      | „Villain Dies”           | 154               | –                 | –                 | I Never Die |
| 2022                                                      | „My Bag”                 | 22                | 9                 | –                 | I Never Die |
| 2022                                                      | „Love”                   | 77                | –                 | –                 | I Love      |
| 2022                                                      | „Change”                 | 97                | –                 | –                 | I Love      |
| 2022                                                      | „Reset”                  | 129               | –                 | –                 | I Love      |
| 2022                                                      | „Sculpture”              | 144               | –                 | –                 | I Love      |
| 2022                                                      | „Dark (X-File)”          | 147               | –                 | –                 | I Love      |
| 2023                                                      | „Allergy”                | 18                | 16                | –                 | I Feel      |
| 2023                                                      | „Lucid”                  | 160               | –                 | –                 | I Feel      |
| 2023                                                      | „All Night”              | 184               | –                 | –                 | I Feel      |
| 2023                                                      | „Paradise”               | 173               | –                 | –                 | I Feel      |
| 2023                                                      | „Peter Pan”              | 195               | –                 | –                 | I Feel      |
| 2024                                                      | „Fate”                   | 1                 | 1                 | 95                | 2           |
| „–” oznacza, że singiel nie był notowany na danej liście. |                          |                   |                   |                   |             |

## Soundtracki
| Tytuł          | Rok  | Album                                   | Źr.    |
| -------------- | ---- | --------------------------------------- | ------ |
| „Run! (Relay)” | 2018 | Running Man: Pululu's Counterattack OST | [ 48 ] |
| „Help Me”      | 2019 | Her Private Life OST (Part 1)           | [ 49 ] |